# Gladys Camacho Ríos
Gladys Camacho Ríos (* 1985 oder 1986 in Anzaldo, Bolivien) ist eine bolivianische Linguistin, Schriftstellerin und Übersetzerin. Zur Quechua-Literatur hat sie mit einem Roman und der Veröffentlichung von Erzählungen auf Quechua beigetragen.

## Leben
Gladys Camacho Ríos wuchs in der Quechua-Gemeinde (comunidad) Kalallusta im Municipio Anzaldo im Departamento Cochabamba auf. Sie studierte Angewandte Linguistik an der Universidad Mayor de San Simón in Cochabamba, die sie 2010 mit der Lizenziatur abschloss. Danach ging sie an die Universität New York, wo sie einen Masterabschluss in Lateinamerika- und Karibikstudien machte, und anschließend an die Universität Texas in Austin, wo sie 2019 als Master in Linguistik abschloss.
2013 erschien auf Quechua Camachos erster kurzer Roman Phuyup yawar waqaynin über das Leben ihres Großvaters in Kalallusta, der ein Jahr darauf ins Englische übersetzt wurde (“The Cloud’s Bloody Tears”). Im Rahmen ihrer linguistischen Forschung zeichnete sie traditionelle Märchen und Erzählungen in der Quechua-Gemeinde Uma Piwra im Municipio Anzaldo in der Nähre ihres Geburtsortes auf. 2019 veröffentlichte sie auf Quechua einige der von ihr in Uma Piwra aufgezeichneten Erzählungen, die als Protagonisten den Fuchs haben, unter dem Titel Kumpa atuqmariqa.

## Das einsprachige und das zweisprachige Quechua
Gladys Camacho Ríos spricht von einem „einsprachigen Quechua“, das ausdrucksreich ist durch seinen Reichtum an komplexen Suffixen der agglutinierenden Sprache Quechua und das von Einsprachigen in den traditionellen Quechua-Gemeinden gesprochen wird, und einem „zweisprachigen Quechua“ im Umfeld der Städte und der jüngeren, zweisprachigen Menschen, das durch den Einfluss der spanischen Sprache vereinfacht ist. Das „einsprachige Quechua“ hat zahlreiche Varianten in den Quechua-Gemeinden der Anden und so auch in Bolivien, wird aber heute vor allem von den Alten gesprochen. Laut Camacho fördern das Internet, die Sozialen Medien und die Institutionen den Gebrauch des „zweisprachigen“, vereinfachten Quechua, während das „einsprachige Quechua“ nach ihren Worten vom Aussterben bedroht ist, zumal es keine jungen Einsprachigen mehr gibt. Deswegen ist es nach ihrer Überzeugung eine wichtige Aufgabe, die zahlreichen Varianten des „einsprachigen Quechua“ in Bolivien und anderen Ländern Südamerikas zu dokumentieren.

## Kulturelles und soziales Engagement
Um das „einsprachige Quechua“ zu verbreiten, schuf Gladys Camacho Ríos 2020 die Facebook-Seite Quri Q’intisitus und gründete 2021 zusammen mit Noemy Condori Arias die digitale Zeitschrift Yuyarinawanchikpaq.

## Auszeichnungen
Für ihre „herausragende akademische Arbeit und ihren Einsatz in der Erforschung und Förderung des Quechua an Universitäten der USA, Europas und Lateinamerikas“ und als Autorin des Romans Phuyup Yawar Waqaynin erhielt sie den Preis Bolivianos notables 2017 in der Disziplin „Akademische Exzellenz“.

## Werke

### Akademische Werke
- 2019: Verb morphology in South Bolivian Quechua: A case study of the Uma Piwra rural variety. Report Presented to the Faculty of the Graduate School of The University of Texas at Austin in Partial Fulfillment of the Requirements for the Degree of Master of Arts. The University of Texas at Austin, December 2019

### Erzählungen auf Quechua
- 2019: ¡Kumpa atuqmariqa! Uma Piwramanta willaykuna. Editorial Kipus, Cochabamba.

### Roman auf Quechua
- 2013: Phuyup Yawar Waqaynin. Editorial Kipus, Cochabamba.